# Cherré (Sarthe)
Cherré ist eine Commune déléguée in der französischen Gemeinde Cherré-Au mit 1.855 Einwohnern (Stand: 1. Januar 2022) im Arrondissement Mamers im Département Sarthe in der Region Pays de la Loire. Die Einwohner werden Cherréens genannt.
Die Gemeinde Cherré wurde am 1. Januar 2019 mit Cherreau zur Commune nouvelle Cherré-Au zusammengeschlossen. Sie hat seither den Status einer Commune déléguée. Die Gemeinde Cherré gehörte zum Kanton La Ferté-Bernard und zum Gemeindeverband Communauté de communes du Pays de l’Huisne Sarthoise.

## Geographie
Cherré liegt etwa 30 Kilometer ostnordöstlich von Le Mans am Huisne, der teilweise die nordwestliche Gemeindegrenze bildet. Umgeben wurde die Gemeinde Cherré von den Nachbargemeinden La Ferté-Bernard im Norden und Nordwesten, Cherreau im Nordosten, Cormes im Osten, Saint-Maixent im Süden, Villaines-la-Gonais im Südwesten sowie Saint-Martin-des-Monts im Westen.
Durch den Süden der Gemeinde führt die Autoroute A11.

## Bevölkerungsentwicklung
| 1962                      | 1968 | 1975 | 1982  | 1990  | 1999  | 2006  | 2012  |
| ------------------------- | ---- | ---- | ----- | ----- | ----- | ----- | ----- |
| 578                       | 564  | 528  | 1.075 | 1.220 | 1.285 | 1.569 | 1.715 |
| Quelle: Cassini und INSEE |      |      |       |       |       |       |       |

## Sehenswürdigkeiten

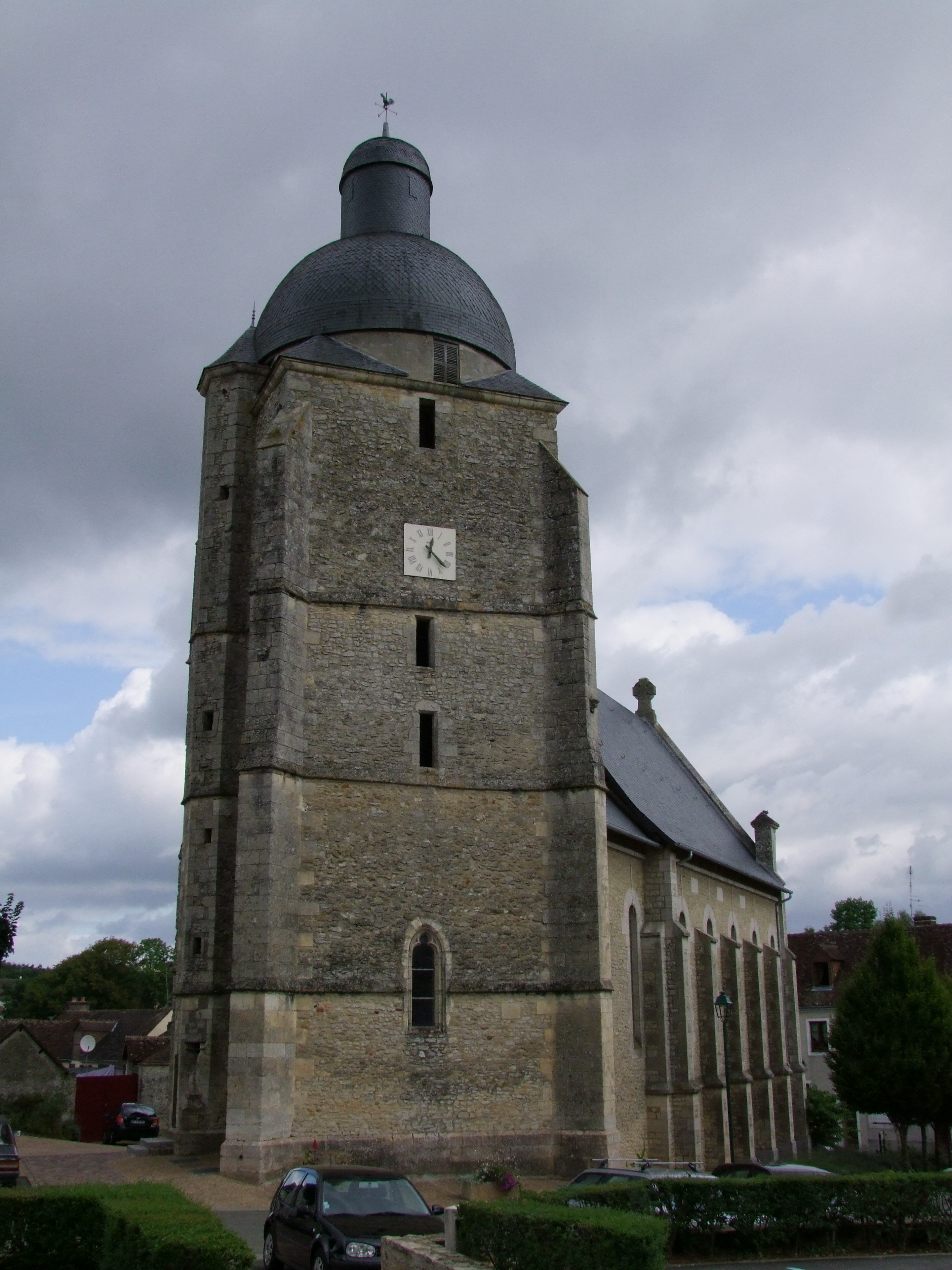
Kirche Saint-Pierre-Saint-Paul

- Kirche Saint-Pierre-Saint-Paul, Monument historique